# Saint Joseph's Hawks

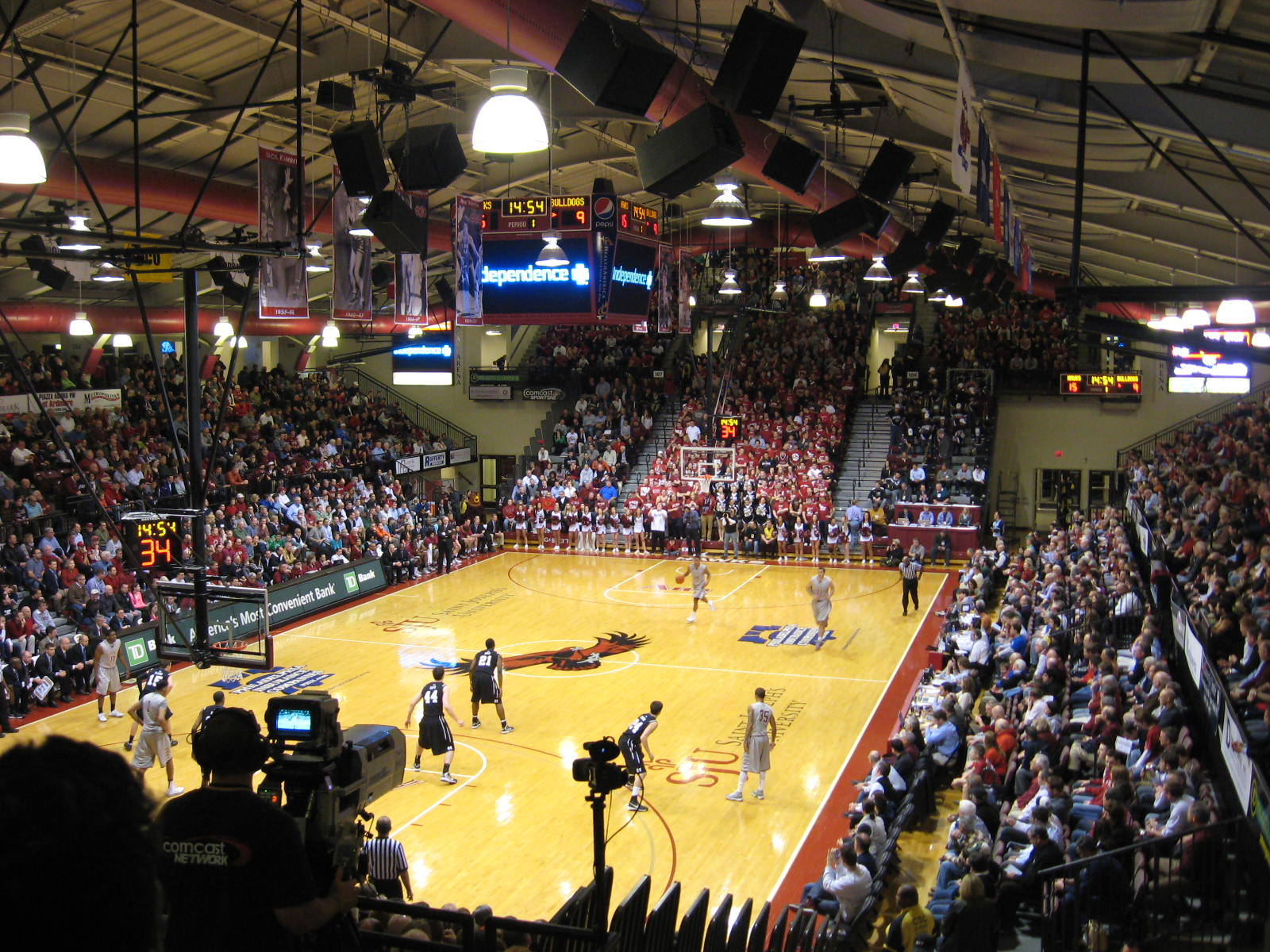
Partido contra Butler en Hagan Arena.

Saint Joseph's Hawks (español: Aves de presa de San José) es la denominación que reciben los equipos deportivos de la Universidad de San José, situada en Filadelfia, Pensilvania. Los equipos de los Hawks participan en las competiciones universitarias organizadas por la NCAA, excepto en remo masculino, deporte en el que están afiliados con la Intercollegiate Rowing Association. En la NCAA compiten en la Atlantic Ten Conference, excepto el equipo de lacrosse masculino, que lo hace en la Northeast Conference.

## Apodo
A los equipos deportivos de Saint Joseph's se les conoce con el sobrenombre de Hawks desde 1929. Ese año se realizó un concurso entre los estudiantes para elegir un símbolo para la universidad. Hubo más de 100 sugerencias, que al final se redujeron a dos, ganando la de "hawks" por escaso margen sobre "Grenadiers". El ganador se llevó como premio un jersey especial con el nuevo logo. La idea del ave de presa también como mascota surgió en 1954, y desde entonces un estudiante se encarga de darle vida.

## Equipos
Los Hawks tienen 10 equipos masculinos y 10 femeninos:
| - Masculino - Baloncesto - Cross - Lacrosse - Fútbol - Tenis - Remo - Atletismo - Atletismo en pista cubierta - Béisbol - Golf | - Femenino - Baloncesto - Cross - Lacrosse - Fútbol - Tenis - Remo - Atletismo - Atletismo en pista cubierta - Sófbol - Hockey sobre hierba |

## Baloncesto
Un total de 18 jugadores procedentes de Saint Joseph's han llegado a jugar en la NBA, uno de los cuales lo hace en la actualidad, el base de Denver Nuggets Jameer Nelson .
Los mayores logros del equipo masculino llegaron en 1996 y 2005, cuando consiguieron ser finalistas del National Invitation Tournament. En 18 ocasiones han participado en la fase final del Torneo de la NCAA, consiguiendo llegar en 1961 a la Final Four, y más recientemente, se quedaron a las puertas de la misma en 2004.